# برستون بارسونز
برستون بارسونز (بالإنجليزية: Preston Parsons)‏ هو لاعب كرة قدم أمريكية أمريكي، ولد في 19 فبراير 1979 في بورتلاند في الولايات المتحدة.